# Resolució 1106 del Consell de Seguretat de les Nacions Unides
La Resolució 1106 del Consell de Seguretat de les Nacions Unides, adoptada per unanimitat el 16 d'abril de 1997 després de reafirmar la Resolució 696 (1991) i totes les resolucions següents sobre Angola, el Consell dona la benvinguda a la formació del Govern d'Unitat Nacional i Reconciliació (GUNR) i decideix estendre el mandat de la Tercera Missió de Verificació de les Nacions Unides a Angola (UNAVEM III) fins al 30 de juny de 1997.
La resolució va assenyalar la millora de la situació a Angola pel que fa al procés de pau. L'Assemblea Nacional d'Angola va aprovar l'estatut del líder de la UNITA Jonas Savimbi com a líder del partit opositor més gran i, al mateix temps, també va aprovar els diputats d'UNITA a l'Assemblea. UNITA comptava amb 4 dels 29 ministres i 7 dels 58 viceministres.
El Consell de Seguretat va acollir amb beneplàcit l'establiment del GURN tal com es demanava a la resolució 1102 (1997). Es va demanar a les parts que implementessin altres aspectes del procés de pau, com ara la integració dels soldats d'UNITA a les Forces Armades Angoleses, la desmobilització i la millora de l'administració estatal a tot el país. En aquest sentit, el Consell preveia una reunió entre el president d'Angola José Eduardo dos Santos i el líder de la UNITA Jonas Savimbi per contribuir al procés de reconciliació nacional.
El mandat de la UNAVEM III es va ampliar perquè pogués ajudar en la implementació de la resta dels aspectes del procés de pau. Es preveu que UNAVEM III iniciï la transició cap a una missió d'observació amb la retirada del component militar de la missió. Finalment, es va demanar al secretari general Kofi Annan que presentés un informe al Consell abans del 6 de juny de 1997 sobre els costos, l'estructura i els objectius de la missió d'observació proposada.